# Кроз петљу
Кроз петљу (енгл. Looped, позната и као Вечити понедељак) је канадска телевизијска цртана серија. У Канади је премијерно приказана на телевизијском каналу Телетун.
У Србији, Црној Гори и Босни и Херцеговини серија је имала премијеру 2019. на стриминг платформи ХБО Гоу, синхронизована на српски језик. Синхронизацију је радио студио Студио.

## Радња
Радња се врти око живота и догодовштина Лука и Теа, два најбоља пријатеља из осмог разреда, који су заглављени у временској петљи у којој је сваки дан исти понедељак. С обзиром да су догађања тог дана увек иста, њих двојица увек знају шта ће се и када десити. Они користе ово сазнање како би радили шта год пожеле, посебно у школи или у ситуацијама које их иначе увале у невољу.

## Улоге
| Глумац | Ликови                                         |
| ------ | ---------------------------------------------- |
|        | Лук                                            |
|        | Тео                                            |
|        | Кајл, Кели, Клер, Лестер, Ејми                 |
|        | Џеси, Келај, Џери Риверс, Гвин, Сара, куварица |
|        | Директор Еплгунђ, тренер Лесард, Чудесни Бред  |